# Дехканова, Угилджон
Угилджон Дехканова (1931 год, аул Караянтак, Ходжентский округ, Таджикская АССР, Узбекская ССР — 2011 год, село Сохибкорон, район Рудаки, Таджикистан) — бригадир хлопководческой бригады колхоза имени Ленина Сталинабадского района Таджикской ССР. Герой Социалистического Труда (1957).

## Биография
Родилась в 1931 году в бедной узбекской крестьянской семье в ауле Караянтак Ходжентского округа Таджикской АССР (сегодня — Джизакский район Джизакской области Узбекистана). С 1947 года — рядовая колхозница, звеньевая хлопководческого звена колхоза имени Ленина Сталинабадского района, с 1954 года — бригадир хлопководческой бригады в этом же колхозе (позднее — колхоз «Россия» Ленинского района).
Бригада Угилджон Дехкановой показывала высокие результаты в хлопководстве, ежегодно собирая в среднем по 39 — 44 центнеров хлопка-сырца с каждого гектара. Указом Президиума Верховного Совета СССР «О присвоении звания Героя Социалистического Труда колхозникам, колхозницам, работникам машинно-тракторных станций, партийным и советским работникам Таджикской ССР» от 17 января 1957 года удостоена звания Героя Социалистического Труда за «выдающиеся успехи, достигнутые в деле развития советского хлопководства, широкое применение достижения науки и передового опыта в возделывании хлопчатника и получение высоких и устойчивых урожаев хлопка-сырца» с вручением ордена Ленина и золотой медали «Серп и Молот».
Этим же Указом звание Героя Социалистического Труда получил председатель колхоза имени Ленина Хамиджан Назаров.
С 1965 года — рядовая колхознице в этом же колхозе. В 1986 году вышла на пенсию. Проживала в селе Сахибкаран района Рудаки Таджикистана. Скончалась в 2011 году.
Награды
- Герой Социалистического Труда
- Орден Ленина
- Орден «Знак Почёта»